# Тенсунґ Намґ'ял
Тенсунґ Намґ'ял (1644—1700) — другий чоґ'ял (монарх) Сіккіму, син та спадкоємець його першого чоґ'яла Пхунцоґа Намґ'яла. Він переніс столицю країни з Юксому до Рабденце (біля сучасного Ґейзінґу) одразу після початку правління в 1670 році. Він мав трьох дружин, йому успадкував в 1700 році його син від третьої дружини Чакдор Намґ'ял.